# 前橋大酉祭
前橋大酉祭（まえばしおおとりまつり）は、例年11月の一の酉日に群馬県前橋市千代田町三丁目の熊野神社境内で行われる祭り。前橋の四大まつりの一つに数えられ、「酉の市祭」・「お酉さま」と呼ばれている。

## 概要
1898年（明治31年）12月の酉の日に、横山町（現・千代田町）の小石神社境内で開かれた酉の市が始まりで、「初市まつり」に次ぐ歴史を持つ。1971年（昭和46年）の小石神社移転で中断したが、1974年（昭和49年）に開催地を熊野神社に替えて復活し、11月に開催されるようになった。熊野神社の神使である八咫烏の 「御影」の開扉に加え、「八咫烏石」のお神拭いや、「八咫烏御影焼」販売、「打出の小槌」拝印のほか、「熊野八咫烏獅子神楽伝承会」の公演、音楽イベント、高校生による太鼓、奉納八木節などが催される。「八咫烏御影」のご開扉と「八咫烏石」のお神拭いは年に1度の酉の市祭当日のみに行われる。

## アクセス

### 鉄道
- 前橋駅から徒歩で約15分
- 中央前橋駅から徒歩で約5分

### 道路
- 関越自動車道前橋ICから国道17号方面へ約10分[2]
- 北関東自動車道前橋南ICから前橋方面へ約25分[2]